# Ощепковське сільське поселення
Още́пковське сільське поселення (рос. Ощепковское сельское поселение) — муніципальне утворення у складі Абатського району Тюменської області, Росія.
Адміністративний центр — село Ощепково.

## Історія
3 листопада 1923 року були утворені Биструшинська сільська рада, Погорільська сільська рада, Спірінська сільська рада, Тельцовська сільська рада, Челноковська сільська рада та Черемшанська сільська рада. 19 вересня 1939 року ліквідована Челноковська сільрада. 16 травня 1957 року ліквідована Тельцовська сільська рада. 18 червня 1959 року Спірінська та Черемшанська сільради об'єднані в Ощепковську сільську раду. 18 липня 1961 року ліквідовані Биструшинська та Погорільська сільради. 10 травня 1965 року утворено Биструшинську сільраду.
2004 року Биструшинська (село Биструха, присілок Тельцова) та Ощепковська (село Ощепково, присілки Погорілка, Спіріна, Челнокова, Яузяк) сільські ради були об'єднані в Ощепковське сільське поселення.

## Населення
Населення — 1819 осіб (2020; 1911 у 2018, 2122 у 2010, 2618 у 2002).

## Склад
До складу поселення входять такі населені пункти:
| Населений пункт     | Населення, осіб (2002) | Населення, осіб (2010) |
| ------------------- | ---------------------- | ---------------------- |
| Биструха, село      | 847                    | 775                    |
| Ощепково, село      | 827                    | 676                    |
| Погорілка, присілок | 172                    | 124                    |
| Спіріна, присілок   | 163                    | 99                     |
| Тельцова, присілок  | 187                    | 145                    |
| Челнокова, присілок | 260                    | 181                    |
| Яузяк, присілок     | 162                    | 122                    |